# Hooja
Hooja (uttal [ˈhʊjːa], Hojja, med o-ljud) är en musikduo grundad 2021 av Joakim Lithner och Markus Mattsby. Duon kommer från Gällivare och uppträder maskerade under pseudonymerna Hooja och DJ Mårdhund.
Namnet Hooja kommer från meänkielins huija 'usch, fy, hu', och är ett vanligt förstärkningsord i Norrbotten.
Låttexterna är på svenska och sjungs med tornedalskt och malmfältskt uttal, och bygger delvis på stereotyper om norrlänningar och stockholmare. Deras solglasögon och snöskotermasker har kritiserats som nidbilder av norrländska män.

## Historik
Under åren 2016–2021 verkade Joakim Lithner och Markus Mattsby under namnet Polarbearz. Den första låten under namnet Hooja släpptes år 2021. Gruppen fick sitt genombrott via Spotifys virala lista i januari 2022 med låtar som Donkey Kong och Banan, melon, kiwi och citron. Sommaren 2022 gjorde duon sin första turné, som inleddes i Umeå på Brännbollsyran. Under hösten 2022 genomförde de sin andra turné. Under Musikhjälpen 2022 var Hooja evenemangets mest önskade artist. Hooja utsågs till 2023 års Pantameraartist, som en del i en flerårig kampanj där svenska artister gör versioner av Pantameras reklammusik för att uppmärksamma vikten av återvinning.
Hooja blev årets artist på P3 Guld-galan 2023. Därefter fick duon sommarprata i radioprogrammet Sommar i P1. Samma år uppträdde de på Allsång på Skansen. De belönades med fyra Rockbjörnar år 2023 i kategorierna årets grupp, årets genombrott, årets fans samt årets låt. Därmed blev de den grupp som då fått störst antalet priser vid en enskild Rockbjörnen-gala.

## Kontrovers kring identiteter
Medlemmarna, som båda är låtskrivare och musiker, försökte initialt använda pseudonym och maskerade sig med solglasögon och snöskotermasker vid uppträdanden och intervjuer. Deras identiteter offentliggjordes först av Aftonbladet i juli 2023. Tidningen motiverade sitt beslut med att eftersom Hooja sökt offentligheten och nått stora framgångar, medverkat i en dokumentär och Sommar i P1, så finns det ett allmänintresse att berätta vilka som döljer sig bakom maskerna.
I svallvågorna av namnpubliceringen bojkottade Hooja Rockbjörnen, som delas ut av Aftonbladet, där de blev de första att tilldelas fyra priser vid en enskild gala.

## Diskografi

### Singlar
- 2021 - Donkey Kong
- 2021 - Banan melon kiwi & citron
- 2021 - På disco
- 2021 - Levererar
- 2021 - Där gäddan simmar
- 2022 - In i dimman
- 2022 - Polers
- 2022 - Livet på en pinne
- 2022 - Går det bra?
- 2022 - Jukkasjärvi
- 2022 - Skogsrejv
- 2022 - Mer & mer
- 2022 - När radion dånar
- 2022 - Dit älven går
- 2023 - Banaan Meloen Kiwi & Citroen (feat. Sjaak)
- 2023 - Kommer du ihåg?
- 2023 - Pantamaskineriet (del av marknadsföringskampanj av Pantamera)
- 2023 - Happis
- 2023 - Grusväg
- 2023 - Diskoteka
- 2023 - Försöker le
- 2023 - Flyga som en ripa - Från "Ett sista race"
- 2024 - Gammal i gemet
- 2024 - Mayday (fjällräddningspatrullen)
- 2024 - Vem fan e du? (feat. Miriam Bryant)
- 2024 - En gång till
- 2024 - Dränk den
- 2024 - Försöker le (feat. Moonica Mac)
- 2025 - San Francisco Boy (feat. Käärijä)
- 2025 - Ojojoj
- 2025 - Banananas